# Stadtmuseum Lindau

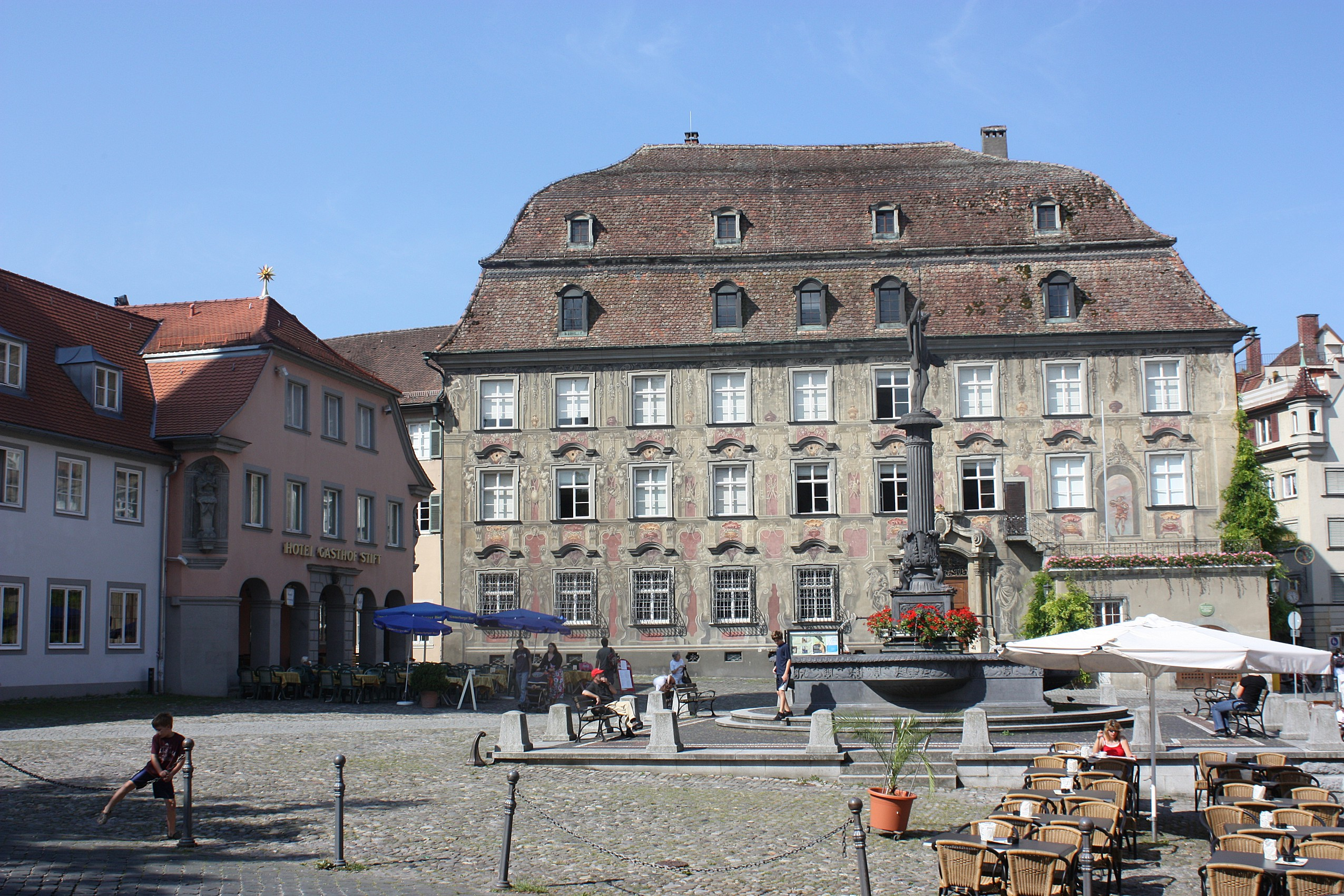
Das Haus zum Cavazzen in Lindau (2009)

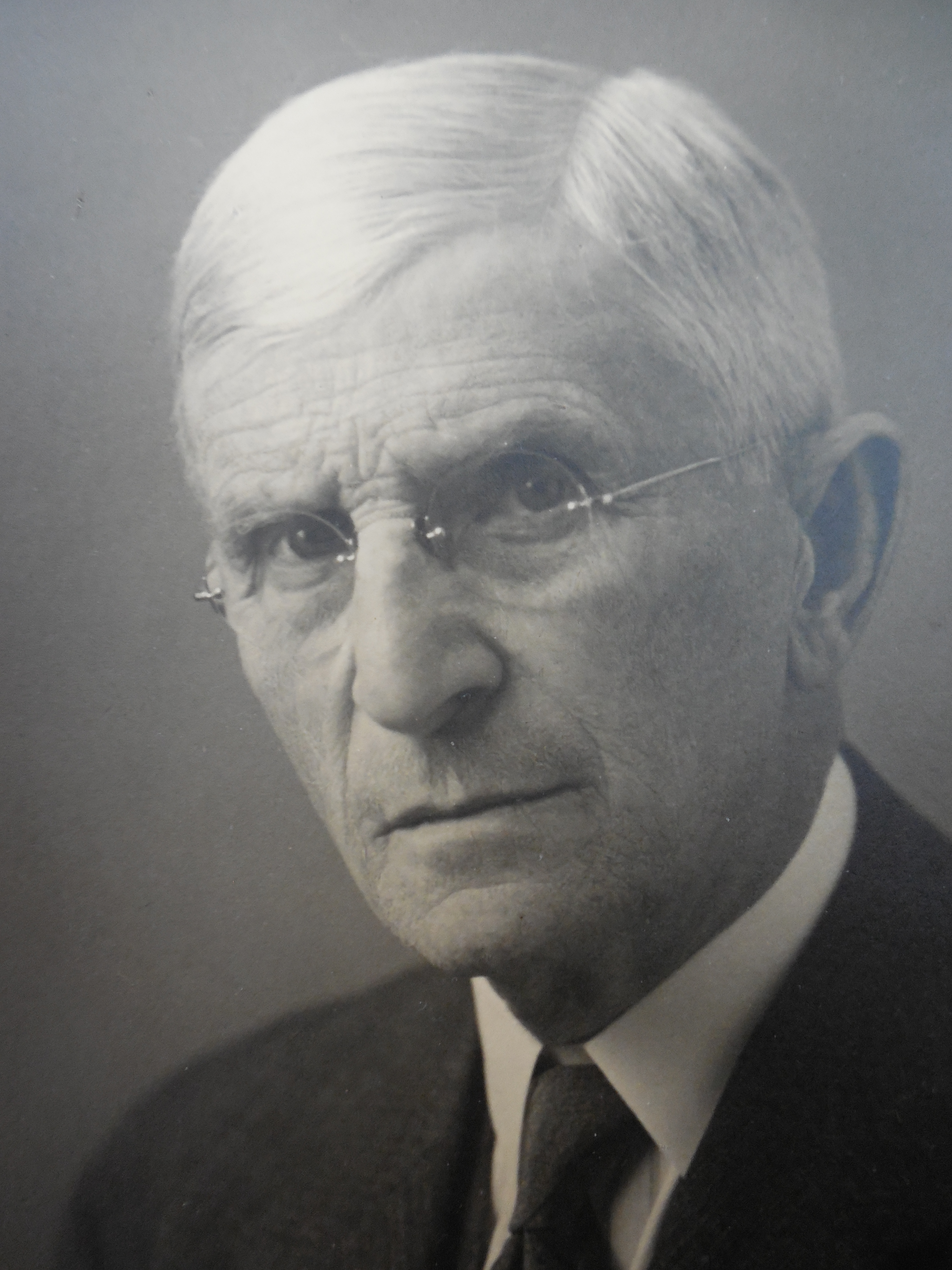
Ingenieur und Stifter Ludwig Kick (1857–1947)

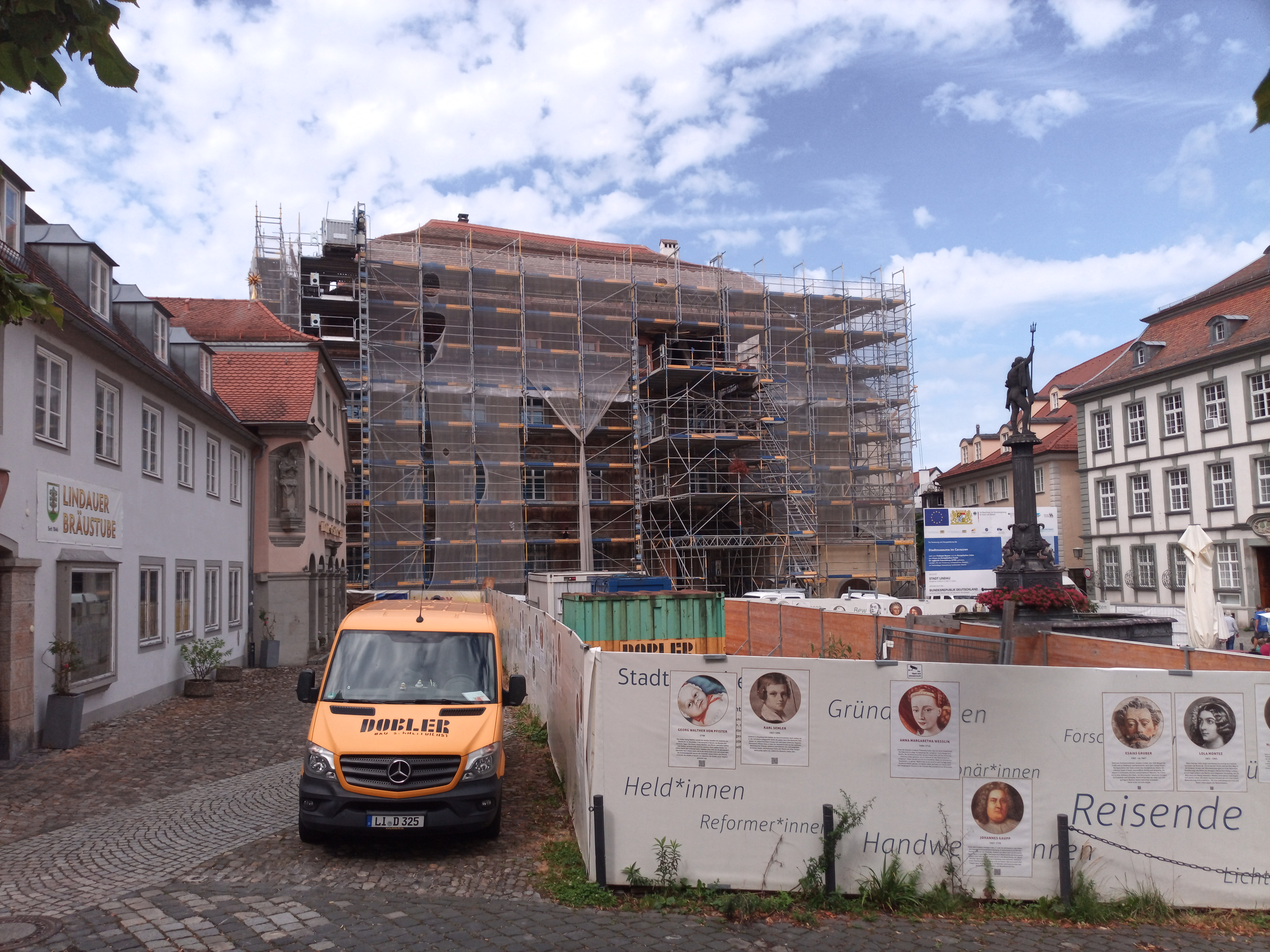
Das eingerüstete Haus zum Cavazzen während der Sanierungsarbeiten 2023

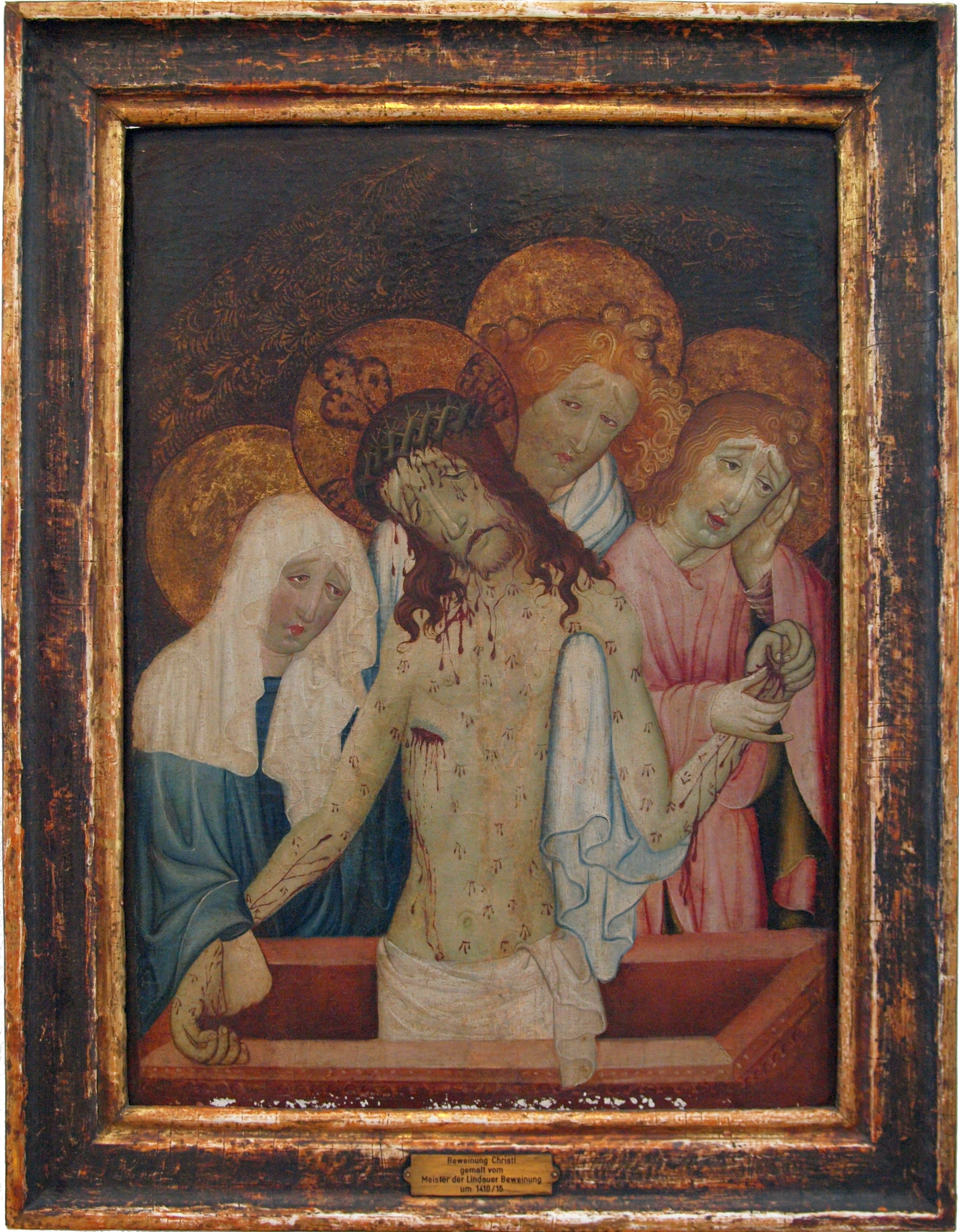
Lindauer Beweinung, ein Glanzstück des Stadtmuseums Lindau

Das Stadtmuseum Lindau befindet sich im barocken Bürgerhaus Zum Cavazzen am Marktplatz der Insel Lindau (Bodensee). Das Gebäude wurde seit 2018 umfassend saniert. Die Sammlung von für die Stadtgeschichte bedeutsamen Exponaten war daher geschlossen; sie wurde aber am 17./18. Mai 2025 nach einer gründlichen Neugestaltung wieder eröffnet.
Das Museum untersteht als städtische Einrichtung – ebenso wie das Stadttheater – dem Kulturamt Lindau. Leiterin ist Barbara Reil.

## Geschichte
Das Haus zum Cavazzen (früher auch Kawatzen) wurde in den Jahren 1729 und 1730 für die begüterte Kaufmannsfamilie Seutter von Loetzen vom Appenzeller Architekten Jakob Grubenmann am westlichen Marktplatz errichtet, nachdem im Jahr 1728 ein Großteil der Häuser rings um den Marktplatz der ehemaligen Reichsstadt einem verheerenden Brand zum Opfer gefallen war. Von Grubenmann stammen auch die Pläne für den Bau des benachbarten Hauses Zum Baumgarten.
Der spätere Besitzer Ludwig Kick stiftete das Haus 1929 der Stadt Lindau zum Zweck, ein Heimatmuseum in diesem Gebäude einzurichten. Am 19. Juli 1930 konnte die Eröffnung gefeiert werden. Zuvor war das Städtische Museum seit 1890 im Oberstock des Alten Rathauses untergebracht.
Die Entstehung jenes ersten Heimatmuseums ist dem 1889 gegründeten Museumsverein unter seinem Vorstand Gustav Reinwald, seines Zeichens evangelischer Pfarrer, zu verdanken.
Bis zu einer Neukonzeption unter dem 2010 angetretenen Kulturamtsleiter Alexander Warmbrunn wurden vor allem Werke der Frühen Neuzeit mit einem regionalen Bezug ausgestellt. Nach 2010 konnten jedoch Ausstellungen von internationalem Rang zusammengestellt werden (siehe unten).
Für eine umfassende Sanierung und Neukonzeption sicherte der Bund im November 2015 eine Unterstützung in Höhe von 8,6 Millionen Euro zu. Neben der Sanierung des Museumsgebäudes wurde 2018 ein Museumsdepot in Betrieb genommen, das auf 900 m² Fläche auf zwei Stockwerke verteilt etwa 6000 Objekten Platz bietet.

## Ausstellungen

### Dauerausstellung
Das Museum zeigte Gemälde und Plastiken vom 15. bis zum 19. Jahrhundert, Lindauer Wohnkultur mit Möbeln von der Gotik bis zum Jugendstil, Kunsthandwerk, Dokumente zur Stadtgeschichte, historische Spielsachen und mechanische Musikinstrumente. Glanzstücke der Ausstellung waren das spätgotische Tafelgemälde Lindauer Beweinung um 1420 und eine Madonnastatue aus der Werkstatt Multscher.
Erwähnenswert sind auch zwei besonders gut erhaltene Totentafeln des 17. Jahrhunderts, die früher im historischen Aeschacher Friedhof aufgestellt waren. Es handelte sich um je ein Flügelepitaph der Familie Bertsch (um 1650) und der Familie Krenckel (um 1690). Beide zeigten Bilder einer Auseinandersetzung mit Sünde und Tod im reformatorischen Verständnis, aber auch Szenen der Begegnung von Mensch und Tod, wie sie von den Totentanzfolgen im strengen Sinn bekannt sind.

### Sonderausstellungen
Die Sonderausstellungen wurden bis 2018 im Stadtmuseum im Haus zum Cavazzen gezeigt (u. a. mit Werken Pablo Picassos, Marc Chagalls und Joan Mirós unter Kurator Roland Doschka). 2019 wurde die erste Ausstellung im neuen Kunstmuseum am Inselbahnhof eröffnet.
Die folgende Tabelle führt alle Sonderausstellungen seit 2011 auf:
| Dauer                            | Ausstellung                                                    | Beschreibung | Besucherzahl (ca.) |
| -------------------------------- | -------------------------------------------------------------- | --- | ------------------ |
| 2. April – 28. August 2011       | Picasso: Meisterzeichnungen eines Jahrhundertgenies            | 50 Originalzeichnungen zum 130. Geburtstag des Künstlers                                                                   | 50.000             |
| 1. April – 26. August 2012       | Chagall: Magie des Lichts                                      | Gouachen, Aquarelle und Ölgemälde                                                                                          | 75.000             |
| 24. März – 1. September 2013     | Miró: Sternennächte                                            | Zeichnung, Malerei, Skulptur                                                                                               | 58.000             |
| 24. März – 20. Oktober 2013      | Wally Gilbert: Digital Constellations                          | computergenerierte Abstraktionen des Nobelpreisträgers anlässlich der Nobelpreisträgertagung in Lindau                     |                    |
| 22. September – 20. Oktober 2013 | Leonie Stade/Hubert Kaltenmark: Moment–Dokument                | Sonderausstellung der Kunstfreunde Lindau e. V.                                                                            |                    |
| 5. April – 31. August 2014       | Matisse: Variation und Improvisation                           | Suite Jazz und Handzeichnungen                                                                                             | 45.000             |
| 19. Oktober – 21. September 2014 | Christoph Brech: NINFA                                         | Fotografien und Videofilme. Sonderausstellung der Kunstfreunde Lindau                                                      |                    |
| 28. März – 30. August 2015       | Nolde: Der ungezähmte Strom der Farbe                          | Aquarelle, Ölgemälde und Grafik                                                                                            |                    |
| 28. März – 28. August 2016       | Picasso: Pablo Picassos Passionen                              | Zeichnungen, Gemälde, Druckgrafik                                                                                          |                    |
| 31. März – Ende August 2017      | Paul Klee                                                      | |                    |
| 24. März – 26. August 2018       | August Macke: Flaneur im Garten der Kunst.                     | |                    |
| 6. April – 29. September 2019    | Friedensreich Hundertwasser: Traumfänger einer schöneren Welt. | Die Sonderausstellungen zur „Kunst der Moderne“ wurden im neuen Kunstmuseum am Inselbahnhof (Maximilianstraße 52) gezeigt. |                    |